# سید مهدی چیتی
سیدمهدی چیتی (۱۲۷۸، یزد – ۹ آذر ۱۳۸۴) نقاش و مجسمه‌ساز ایرانی بود. او از شاگردان علی‌اکبر صنعتی بود و عمده هنر نقاشی و مجسمه‌سازی خود را از او آموخت. چیتی به خاطر به کار بردن سبک نقاشی بر روی مخمل برای علم‌های عزاداری و هنر آیینی مشهور شده‌است.

## زندگی

### اوایل زندگی
سیدمهدی چیتی فرزند سید علی‌اصغر در سال ۱۲۷۸ در شهر یزد و در محله میرقطب به دنیا آمد. پس از آن که تحصیلات مکتبی خود را به پایان برد از همان نوجوانی در دکان مسگری به شاگردی مشغول شد. در کودکی با دیدن نقاشی‌های سنتی قهوه‌خانه‌ها و کتب داستانی و افسانه‌ای اسکندرنامه و امیرارسلان به نقاشی علاقه‌مند شد و به یادگیری نقاشی پرداخت.
در سال ۱۳۱۸ برای آموختن هنر راهی تهران شد و در آغاز نزد امجد که در سبزه میدان مغازه نقاشی داشت شاگردی کرد. پس از مدتی به توصیه میرزا محمدحسین نواب نماینده یزد در مجلس شورای ملی به مدرسه کمال‌الملک معرفی شد که به دلیل سن زیادش از نام‌نویسی او در مدرسه سر باز زدند. سپس برای مدتی نزد حسین بهزاد آموزش دید تا آنکه به علی‌اکبر صنعتی معرفی گردید و دوره‌ای نیز به تلمذ نزد وی مشغول بود. صنعتی نیز پعد از مدت‌زمانی به کرمان بازگشت. چیتی کمتر از دو سال در تهران ساکن بود و بعد از آن به یزد بازگشت.

### فعالیت سیاسی علیه حزب توده
پس از واقعه سوم شهریور ۱۳۲۰ که منجر به قدرت گرفتن مرتضی یزدی شد، حزب توده به فعالیت در یزد پرداخت. در یزد افرادی چون حسین کراوغلویی، امیر کراوغلویی، غلامحسین عسکری کامران و محمد گلشن یزدی علیه گروه‌های توده‌ای وارد فعالیت شدند. سیدمهدی چیتی هم به این گروه پیوست و حدود هفت سال به مبارزه با فعالیت‌های حزب توده پرداخت. قسمتی از فعالیت این گروه استقرار در مراکز اقتصادی چون کارخانه و بازار و جلوگیری از فعالیت حزب توده بود.

### سفر به کرمان
پس از یک دوره فعالیت سیاسی هفت‌ساله سیدمهدی عزم دیار کرمان و دیدار با استاد دیرین خود علی‌اکبر صنعتی نمود. او در مدت دو سالی که در کرمان اقامت داشت از استاد خود بهره‌ها برد و بر آشنایی خود با نقاشی و پیکرتراشی افزود. صنعتی در پیکرتراشی دستی قوی داشت و آن را بر نقاشی ترجیح می‌داد. چیتی که پیش از این با پیکرتراشی آشنایی مختصری یافته بود و البته دستش به دلیل کار مسگری با چکش آشنا بود مجسمه‌سازی را نزد صنعتی تکمیل نمود و آثاری را نیز با همکاری وی در موزه صنعتی کرمان به یادگار گذاشت.

### آموزش و پرورش
سیدمهدی چیتی پس از بازگشت از کرمان در سال ۱۳۲۸، ابتدا به ارائه آثار خود در حجره‌ای واقع در خیابان قیام یزد پرداخت که عدم استقبال از آن دوره‌ای از بی‌انگیزگی را در وی ایجاد کرد. در این زمان با نوادهٔ سیدرضا لوطی، ازدواج کرد. پس از گذشت یک سال به واسطه آشنایی با هادی طاهری در وزارت فرهنگ استخدام شد و به آموزش نقاشی در دبیرستان دولتی ایرانشهر و دبیرستان ملی کیخسروی پرداخت. در زمان تدریس در دبیرستان‌های شهر یزد با نورمحمد میرعمادی رئیس اداره اقتصاد ملی یزد که از شاگردان نسل اول کمال‌الملک بود آشنا شد و با کار هفت ساله نزد او مهارت خود را در ترکیب رنگ‌ها و سایه روشن افزایش داد. چیتی پس از هجده سال خدمت در اداره آموزش و پرورش در ۱۳۴۷ بازنشست شد.
پس از بازنشستگی از اداره آموزش و پرورش در کارگاه هنری وابسته به اداره کل فرهنگ و هنر استان یزد به آموزش هنرجویان یزدی مشغول شد. بیشتر شاگردان نام‌آور وی یادگار این دوره از فعالیت آموزی‌اش هستند. از این دوره آثار نقاشی و پیکره تراشی زیادی از وی به جا مانده‌است.

### پیوستن به هنرستان هنرهای تجسمی یزد
سیدمهدی چیتی پس از وقوع انقلاب ۱۳۵۷ ایران و تا پایان جنگ ایران و عراق که باعث ناآرامی و مانع توجه مسئولان دولتی و وزارت فرهنگ و ارشاد اسلامی به وضعیت هنرمندان می‌شد با وجود مشکلات بسیار به فعالیت هنری خود ادامه داد. در سال ۱۳۶۲ با تأسیس هنرستان هنرهای تجسمی یزد با وجود سن زیاد به این هنرستان پیوست و به هنرجویان جوان این دیار آموزش می‌داد و با شاگردان قدیمی خود که در این زمان استادان هنرستان بودند همکاری داشت. این همکاری پس از هشت سال به دلیل کهولت سن متوقف شد.

### فعالیت‌های هنری در واپسین سال‌های زندگی
سیدمهدی در واپسین سال‌های عمر خود با وجود کهولت سن و مشکلات جسمی به کار در کارگاه هنری خود به فعالیت می‌پرداخت. مغازه قدیمی نقاشی او نیز در اختیار فرزندش سیدعلی که پای در راه پدر خود نهاده بود قرار گرفت. کارگاه شخصی سیدمهدی چیتی حیاطی دلگشا با حوضچه‌ای بزرگ در میان و باغچه‌هایی سرسبز و زیبا در مجاورت خانه‌اش بود که با تعداد زیادی از تابلوهای نقاشی و نیم‌تنه‌ها تزیین شده بود. در سال ۱۳۸۲ به وسیله اداره کل فرهنگ و ارشاد اسلامی یزد مراسمی برای بزرگداشت وی برگزار شد و از زحمات وی در عرصه هنر تقدیر به عمل آمد. در پی این مراسم کتابی به نام آمد عشق برای معرفی نمونه آثار سیدمهدی چیتی با تلاش فاطمه اکبری طزرجانی به وسیله اداره کل فرهنگ و ارشاد اسلامی یزد به چاپ رسید.
سرانجام سید مهدی چیتی پس از ۱۰۶ سال زندگی و فعالیت در زمینه هنر و ورزش در ۹ آذر ۱۳۸۴ درگذشت. پیکر او در قطعه هنرمندان خلدبرین یزد به خاک سپرده شد.

## آثار و شیوه هنری
سبک نقاشی سیدمهدی چیتی بیشتر به سبک شاگردان کمال‌الملک نزدیک است. نقاشی آبرنگ او تحت تأثیر علی‌اکبر صنعتی و اولین استادان یزدی خود بود. در میان آثار وی کپی‌های زیادی از آثار کمال‌الملک دیده می‌شود.

### نقاشی
نقاشی‌های سیدمهدی چیتی را می‌توان به چند دسته چون رنگ و روغن روی بوم یا مخمل و آبرنگ تقسیم نمود. از آن‌ها می‌توان به تابلو فالگیر بغدادی (کپی اثر کمال‌الملک)، تابلو چوپان نی‌زن و گله گوسفندان، تابلو عیسی و حواریون (کپی اثر رافائل)، تابلو میدان خان یزد، تابلو ونوس، تابلو شیخ رمال، تابلو عموصادق سرایدار، تابلو خوشه چین‌ها (کپی اثر میله)، تابلو سیدرضا لوطی، تابلو پیرزن نخ‌ریس، تابلو زنان عشایر که تنها به وسیله کاردک نقاشی شده و تابلوهای زیادی از مناطق ییلاقی اطراف یزد و روستاهای ده بالا و هدش نام برد. سیدمهدی آثار زیادی از نقاشی روی مخمل از خود به یادگار گذاشت که نشانگر ذوق و هیجان و علاقه وافر او به خاندان نبوت و امامان به ویژه حسین پسر علی می‌باشد. پرده‌های عاشورایی او که با شیوه نقاشی رنگ و روغن بر روی مخمل کشیده‌شده‌بودند در ماه محرم برای سال‌های متمادی نشانهٔ دسته‌های عزاداری یزدی بوده‌است. از نخستین پرده‌های عاشورایی وی می‌توان به پرده خرابه شام و پرده مدینه متعلق به هیئت عزاداری محله باغ گندم یزد وپرده کاروان اسرا متعلق به هیئت عزاداری ساجدیه اشاره نمود.

### تندیس‌گری
سیدمهدی چیتی از همان آغاز به کار تندیس‌گری و پیکرتراشی علاقه نشان می‌داد و می‌توان محرک او را بدین هنر سرهایی اثر فرخ‌خان که برای مراسم عزاداری و تعزیه ساخته شده بودند دانست. وی هنر تندیس‌گری را نزد علی‌اکبر صنعتی آموخت. نخستین آثار پیکرتراشی او را می‌توان کارهای مشترک او با صنعتی چون سردیس علی‌اکبر صنعتی دانست که در موزه صنعتی کرمان وجود دارد. از دیگر آثار او می‌توان به نیم‌تنه رضاشاه پهلوی از جنس سنگ مرمر که به مناسبت تراشیدن آن یک قطعه نشان هنر دریافت کرد. از دیگر آثار تندیس‌گری او می‌توان به نیم‌تنه رضاشاه پهلوی از جنس سنگ خارا، چند نیم‌تنه از محمدرضاشاه پهلوی از جنس سنگ مرمر، سردیس میکل آنژ از جنس سفال، سردیس سید ولی کافی از جنس سنگ مرمر، نقش‌برجسته چهره خود از جنس سنگ مرمر، سردیس کمال‌الملک از جنس سنگ خارا و نقش‌برجسته روح‌الله خمینی، آیت‌الله صدوقی و آیت‌الله خاتمی از جنس گچ اشاره کرد.

### موزاییک
قسمتی از آثار سیدمهدی چیتی را موزاییک‌های او که از تراشیدن و قراردادن تکه‌های رنگی سنگ‌ریزه‌ها در کنار یکدیگر با دقت فراوان ایجاد می‌شود، تشکیل می‌دهد. جالب اینجاست که وی این شیوه را از هیچ استادی فرا نگرفت و تنها با یک بار مشاهده بدان روی آورد. این آثار شامل پنج قطعه موزاییک شامل چهره کمال‌الملک، چهره صنعتی کرمانی، دو اثر از شمایل علی این ابی‌طالب و شمایل محمد پیامبر اسلام می‌باشد.

## شاگردان
شاگردان سیدمهدی چیتی بیشتر حاصل دوره‌ای از فعالیت‌های وی در اداره فرهنگ و هنر یزد بودند و در سال‌های بعد پس از آموختن هنر در دانشگاه‌های معتبر داخل یا خارج کشور آموخته‌های سنتی خود را به هنر آکادمیک و مدرن تبدیل نمودند و پس از چند سال به آموزش در مراکز آموزشی و هنرستان‌ها مشغول شدند. از این افراد می‌توان به حمید کشمیرشکن، علی‌اکبر شریفی رئیس دانشکده نقاشی یزد، سید منصور میرائی، منصور دهستانی، حسین رخشانفر، حسین لاری‌پور و محمدرضا خبیری مدرس دانشگاه اشاره نمود.

## سال‌نگار
- ۱۲۷۸: زادروز
- ۱۳۰۰: فعالیت سیاسی علیه ضد تشکیلی‌ها
- ۱۳۱۸: سفر به تهران
- ۱۳۱۹: بازگشت از تهران
- ۱۳۲۰: فعالیت سیاسی بر ضد توده‌ای‌ها
- ۱۳۲۷: سفر به کرمان
- ۱۳۲۸: بازگشت از کرمان
- ۱۳۲۹: ازدواج
- ۱۳۳۰: درآمدن به خدمت اداره فرهنگ
- ۱۳۴۷: بازنشستگی و شروع به کار در اداره کل فرهنگ و هنر یزد
- ۱۳۶۲: ورود به هنرستان هنرهای تجسمی
- ۱۳۷۰: خروج از هنرستان هنرهای تجسمی
- ۱۳۸۲: مراسم بزرگداشت
- ۱۳۸۴: مرگ